# Фортеця Святого Миколая
43°43′18″ пн. ш. 15°51′16″ сх. д. / 43.72161° пн. ш. 15.85453° сх. д.
Фортеця Святого Миколая (хорв. Tvrđava sv. Nikole) — фортеця, розташована біля входу в канал Святого Антонія, поблизу міста Шибеник у центральній Далмації, Хорватія.
Фортеця була включена до списку Всесвітньої спадщини ЮНЕСКО як частина «Венеціайських оборонних споруд між XVI і XVII століттями: Stato da Terra — західний Stato da mar» у 2017 році.
Після реконструкції, яка тривала два роки, у липні 2019 року фортеця була відкрита для відвідувачів.

## Історія

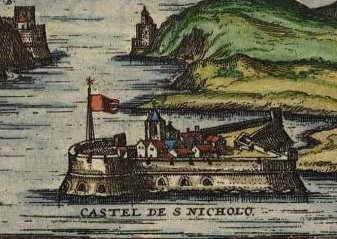
Кастель-де-Сан-Ніколо

Місто Шибеник має фортифікаційну систему, що складається з чотирьох фортець:
- Фортеця Святого Миколая (Tvrđava sv. Nikole)
- Михайлівська фортеця (Tvrđava sv. Mihovila)
- Фортеця Святого Івана (Tvrđava sv. Ivana)
- Фортеця Бароне (Tvrđava Barone)

Тільки фортеця Святого Миколая знаходиться на морі, біля входу в порт Шибеник, а решта три знаходяться на суші.
Фортеця Святого Миколая була побудована з лівого боку біля входу в канал Святого Антонія, на острові під назвою Люльєвац . Острів розташований біля входу в Шибеницький канал навпроти пляжного маяка Ядрія. Свою назву фортеця Святого Миколая отримала від бенедиктинського монастиря Святого Миколая, який раніше був на острові, але через будівництво фортеці його довелося знести. На прохання місцевого хорватського населення Шибеника 30 квітня 1525 року венеційський капітан Альвізе Канал вирішив на острові Люльєвац побудувати форт. Фортеця була спроєктована і побудована відомим венеціанським архітектором і будівельником Джанджироламо Санмікелі (племінником Мікеле Санмікелі). Вона була побудована в XVI столітті, щоб запобігти турецьким човнам дістатися до порту. Фортеця Святого Миколая була озброєна 32 гарматами. Однак його вражаючий вигляд і розміри становили більшу загрозу для ворога, ніж гармати.

## Архітектура

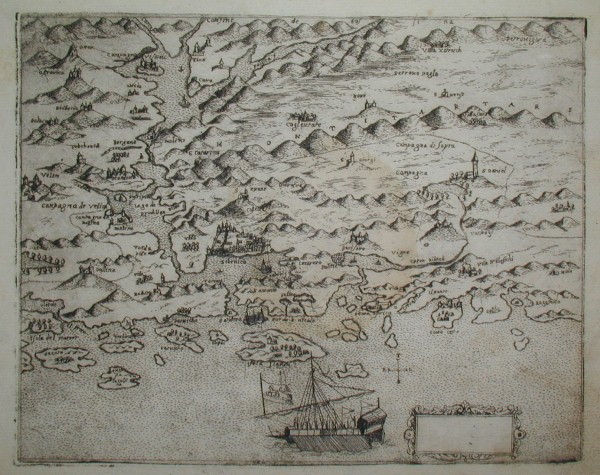
Фортеця Святого Миколая знаходиться біля входу в канал Святого Антонія на цій карті XVI століття.

Фортеця є одним з найцінніших і найкраще збережених зразків оборонної архітектури в Далмації. Вона побудована з цегли, тому що цей матеріал вважався найбільш стійким до гарматних ядер, тоді як фундаменти зроблені з каменю. Хоча обороноздатність фортеці ніколи не перевірялася у військових діях, споруда все ж успішно захищала місто від атак ворога з моря. Протягом століть використання споруда служила різним арміям і зазнала ряд реконструкцій, деякі з яких були необхідні лише через розвиток озброєння. Вона була повністю покинута військовими в 1979 році і з тих пір перебуває на реконструкції.

## Галерея зображень

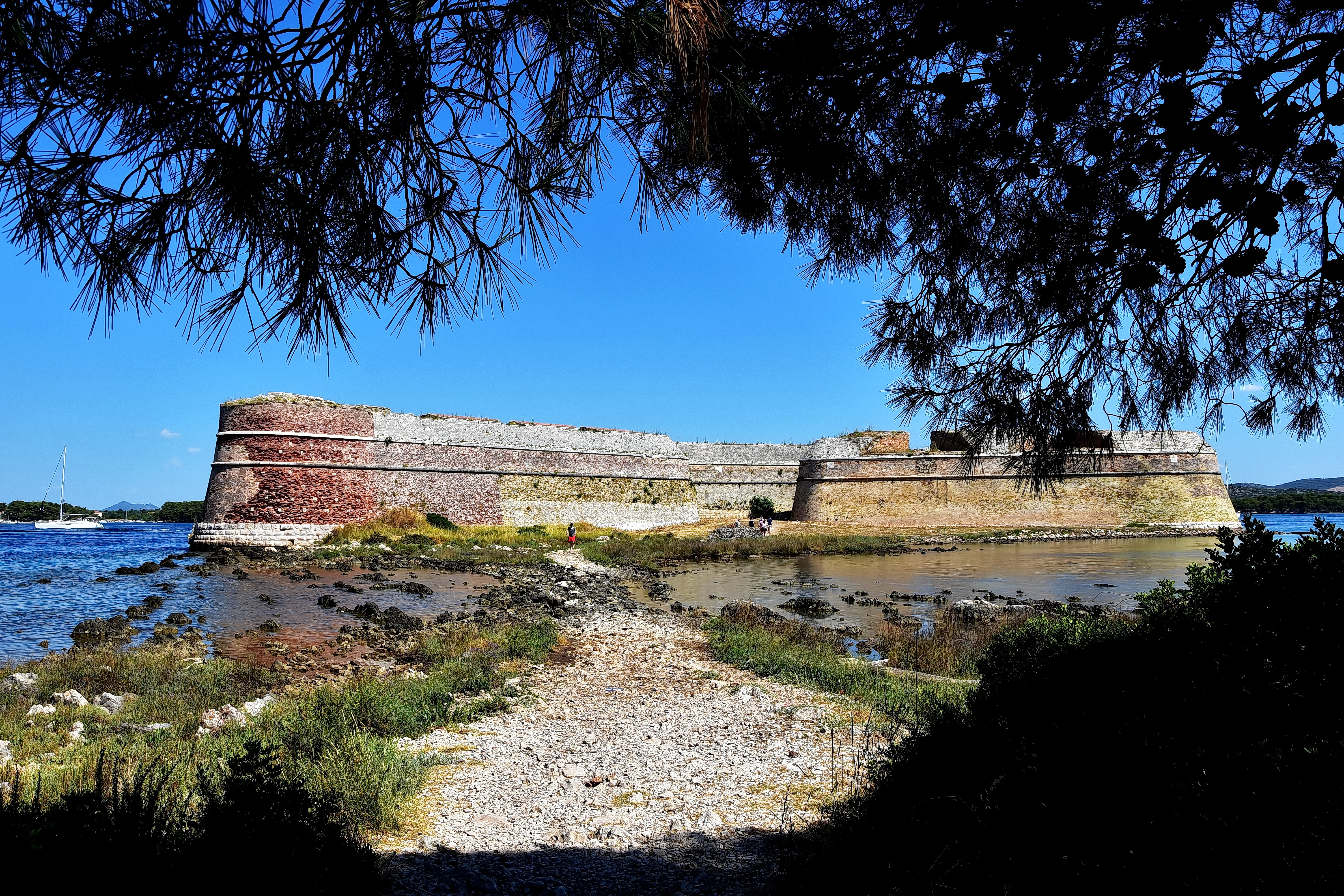
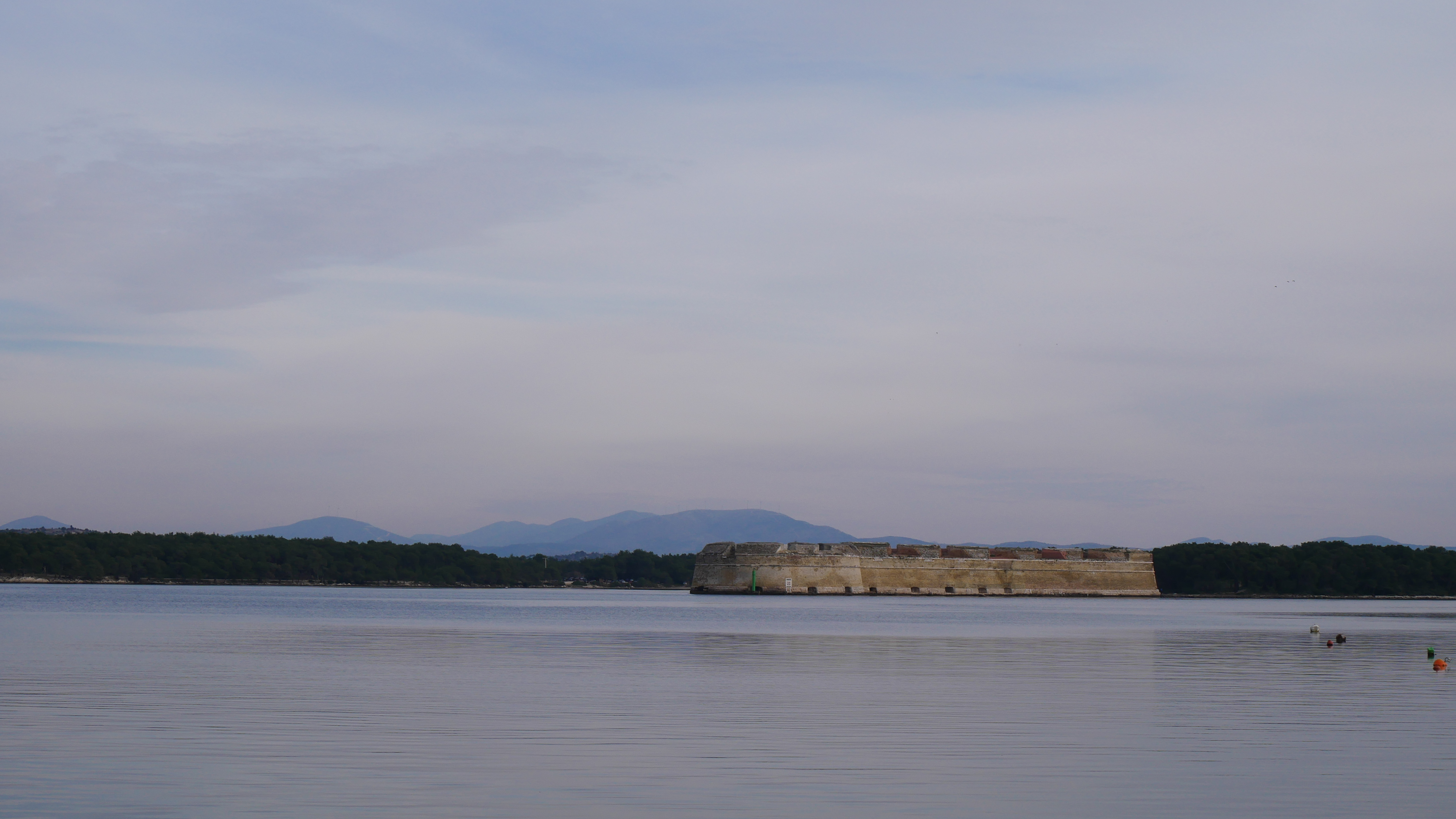
Вид на фортецю Святого Миколая з Ядрії
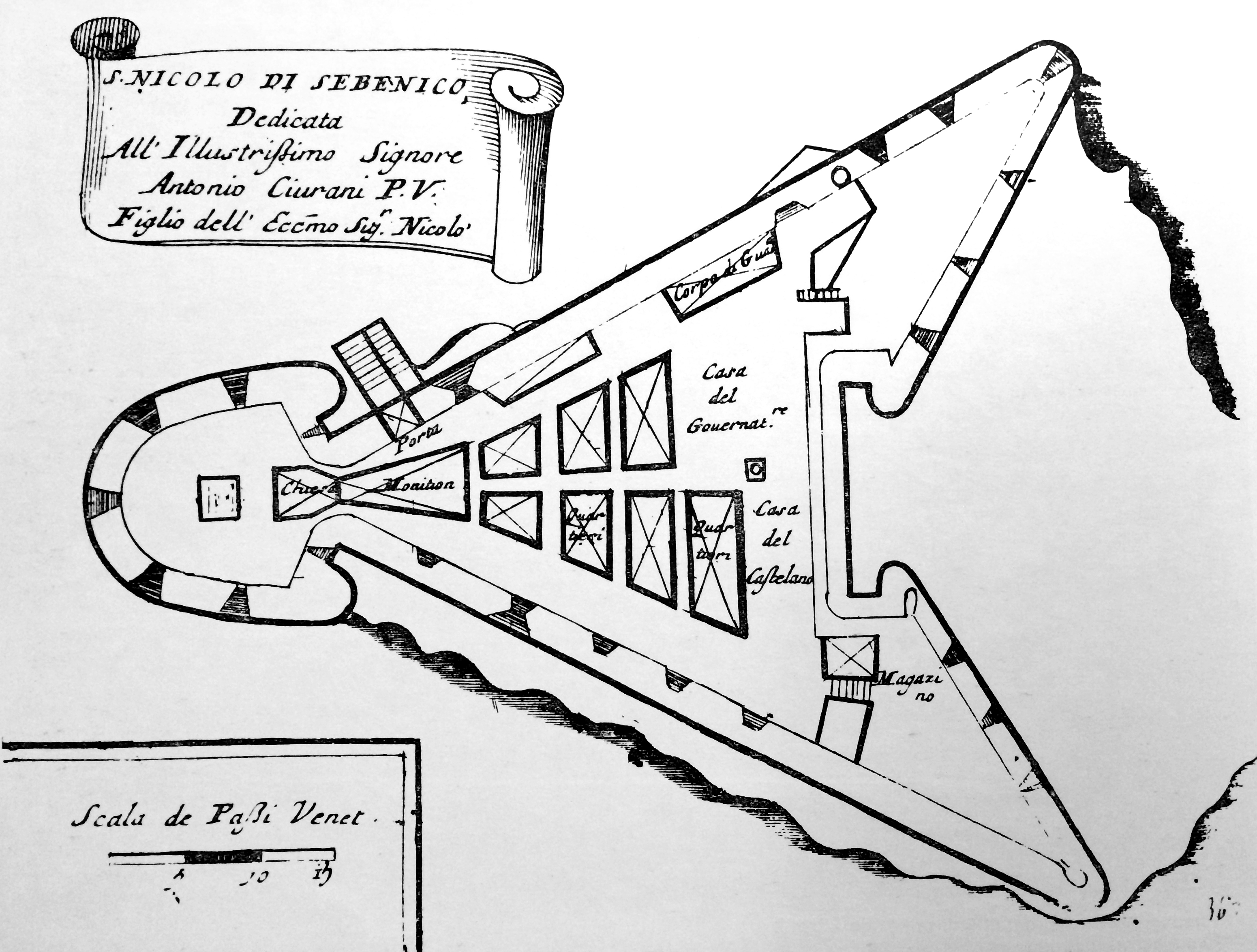
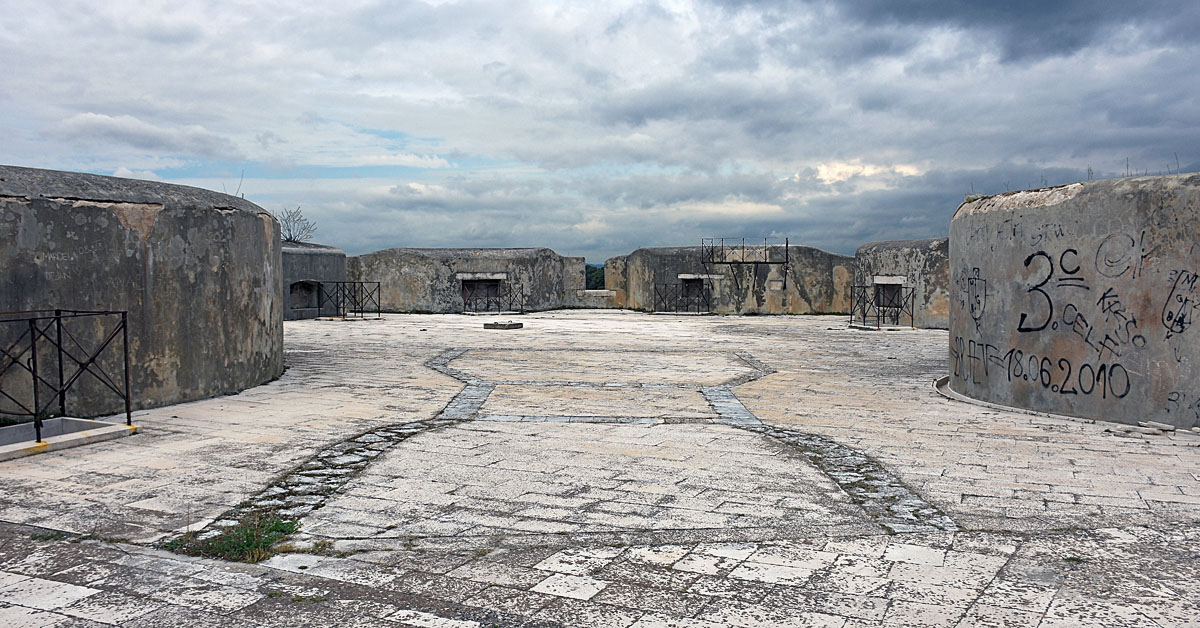
Гарматні пости